# Danhal-Pèra
Ne doit pas être confondu avec Danhal ou Danhal-Kpangara.
Danhal-Pèra est une localité située dans le département de Gaoua de la province du Poni dans la région Sud-Ouest au Burkina Faso.

## Santé et éducation
Le centre de soins le plus proche de Danhal-Pèra est le centre hospitalier régional (CHR) de la province à Gaoua.